# Andata al Calvario (Pietro Lorenzetti)

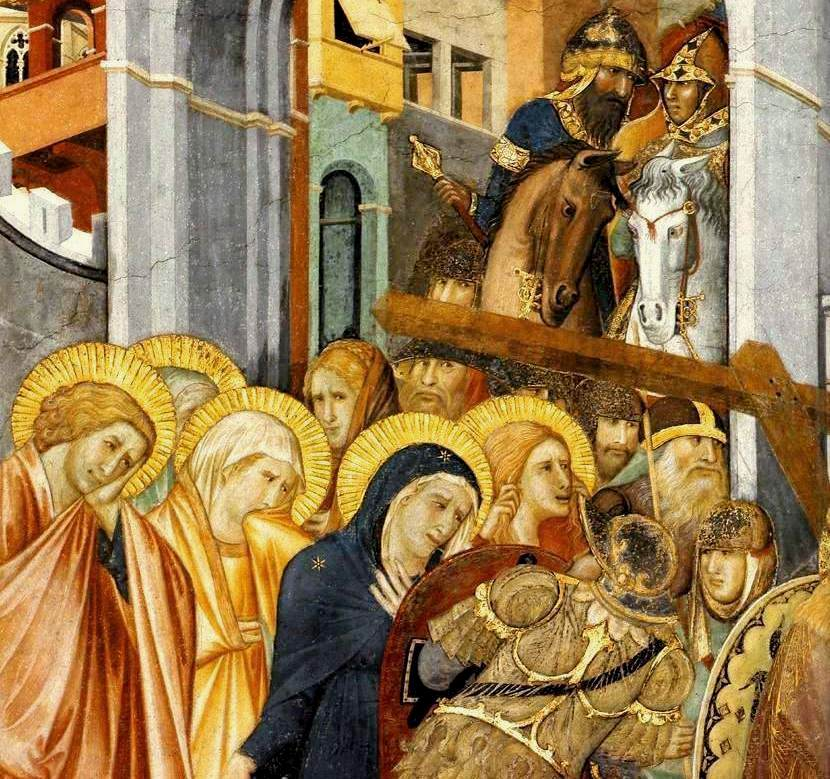
Dettaglio

L'Andata al Calvario è un affresco di Pietro Lorenzetti, facente parte delle Storie della Passione di Cristo nel transetto sinistro della basilica inferiore di San Francesco ad Assisi. Il ciclo è databile al 1310-1319 circa.

## Descrizione e stile
La scena è ambientata appena fuori dalle mura di Gerusalemme. Attraverso una monumentale porta ad arco, vista frontalmente, esce il corteo che accompagna Gesù al Calvario, impostato con il ritmo circolare già utilizzato in altre scene. In cima alcuni cavalieri si muovono in maniera disordinata e uno di loro si gira e indica con la spada il Cristo portacroce, al centro: si tratta di uno stratagemma per indirizzare l'attenzione dello spettatore verso il protagonista della scena. La croce appare in risalto grazie a un ardito scorcio. Poco dietro i due ladroni, seminudi, vengono condotti a piedi, con le mani legate, in pose che ricordano quelle delle flagellazioni alla colonna.
Gesù si incammina curvo al centro, seguito da due soldati con le armature e lo scudo splendidamente decorati, un altro modo di catturare l'occhio in quella porzione dell'affresco. Segue, tenuto a freno dai due soldati, il gruppo delle donne dolenti (Maria, che porta una mano alla gola, e la Maddalena in testa, quest'ultima che si tira i capelli disperata) e degli apostoli. Questo gruppo sembra inserirsi da lato della via, variando il tipico schema del corteo. In questa zona cambia anche il pavimento, dalla lastricatura in cotto della via cittadina allo sterrato della terra brulla. Come in altre scene del ciclo, fantasmagorica è la veduta cittadina con gli edifici in colori pastello scorciati secondo diversi punti di vista, che dà all'insieme un tono molto fiabesco.